# Cyrenoida rosea
Cyrenoida rosea is een tweekleppigensoort uit de familie van de Cyrenoididae. De wetenschappelijke naam van de soort is voor het eerst geldig gepubliceerd in 1896 door A. d'Ailly.